# Cute Is What We Aim For
Cute Is What We Aim For — американський рок-гурт з Буффало, Нью-Йорк. Гурт утворився у 2005 році та відтоді випустив два альбоми: The Same Old Blood Rush with a New Touch (2006) і Rotation (2008). Вони підписали контракт зі звукозаписним лейблом Fueled by Ramen для двох релізів.

## Історія

### Ранні роки та підписання контракту з Fueled by Ramen (2001–05)
Перші учасники «Cute Is What We Aim For» були друзями дитинства. Коли гурт був створений у січні 2005 року, учасники були ще підлітками. З моменту заснування гурту його склад неодноразово змінювався. Невдовзі після створення в січні 2005 року «Cute Is What We Aim For» почали випускати демо-записи через Myspace і PureVolume, що допомогло гурту отримати початкову популярність. Гітарист Джефф Чум сказав, що їхньому успіху сприяла вулична команда Hawthorne Heights: «Буквально за одну ніч ми отримали близько 10 000 шанувальників на Myspace і почали привертати увагу лейблів». У наступні місяці гурт продовжував записувати та грати шоу, збільшуючи кількість своїх шанувальників і зменшуючи просування від звукозаписних лейблів. 29 листопада було оголошено, що гурт підписав контракт з Fueled by Ramen після того, як засновник Джон Джанік прослухав їхні сесії запису в Нью-Йорку в липні.

### The Same Old Blood Rush with a New Touch(2006–08)
У квітні 2006 року колишній басист Донні Артур приєднався до New Tragic разом з учасниками From First to Last і Maylene and the Sons of Disaster. Пізніше він створив Talking in My Sleep. 20 червня 2006 року дебютний альбом «Cute Is What We Aim For» «The Same Old Blood Rush with a New Touch» з'явився на полицях магазинів, дебютувавши під номером 75 у Billboard 200.
Восени 2006 року Cimato вийшов з гурту. Джек Марін (раніше з October Fall) обійняв посаду гастрольного басиста до виходу у квітні 2007 року через «деякі особисті проблеми з іншим учасником», що призвело до повернення Сімато. У жовтні 2007 року в інтерв'ю Сімато запитали, чи вважає він свою посаду у гурті постійною. Він відповів: «Однозначно назавжди. Я провів 6 місяців вдома, щоб закінчити середню школу, і після цього я сказав: „Вау, я сумую за музикою“. Мені пощастило знову отримати таку можливість». Однак Сімато знову залишив гурт в березні 2008 року. Було оголошено, що Дейв Мелілло гратиме на басу до подальшого повідомлення.

### Rotationта зміни у складі (2008–12)
У 2008 році «Cute Is What We Aim For» увійшов до студії для запису з продюсером Джоном Фельдманном. Rotation дебютував на 21 місці в американському чарті Billboard 200 альбомів, продавши близько 22 000 копій.
У 2010 році було оголошено, що гурт «Cute Is What We Aim For» позбувся усіх своїх учасників, за винятком фронтмена Шаанта Хачикяна, який заявив, що планує продовжувати випускати музику під назвою гурту. Дейв Мелілло та Джефф Чум створили Nocturnal Me. Гурт з'явився у збірці Punk Goes Pop 3, що вийшла 2 листопада 2010 року, з кавером на пісню «Dead and Gone» T.I. та Джастіна Тімберлейка. Новий гурт випустив два мініальбоми до підписання контракту з Apparition Records у 2011 році.
29 квітня 2010 року Хачикян випустив новий сингл під назвою «Harbor», який був доступний для завантаження в Інтернеті.

### Повернення (2012–дотепер)
18 серпня 2012 року гурт відіграв годинний акустичний сет з оригінальними учасниками Шаантом Хачикяном, Фредом Кімато та Джеффом Чумом. Це був перший сет гурту повним складом за 6 років. Під час сету гурт оголосив, що офіційно повертається. 21 вересня 2012 року Cute Is What We Aim For відіграв шоу на честь повернення з The Daydream Chronicles і Fictitious Ray на Mohawk Place в Баффало, Нью-Йорк. 20 січня 2013 року Шаант Хачикян оголосив на концерті в Мемфісі, штат Теннессі, що гурт випустить новий матеріал навесні/влітку 2013 року, а демо-записи мають вийти раніше. 27 лютого 2013 року відбулася прем'єра нового демо Cute Is What We Aim For під назвою «Titanic». 27 березня вони опублікували на YouTube посилання на текстове відео на нову пісню під назвою «Next to Me». 2 вересня гурт випустив нову пісню під назвою «A Closed Mind With an Open Mouth». Наступного дня пісню можна було придбати в магазині iTunes. Також було оголошено про хедлайнерський тур, який збігається з нещодавно виданою піснею. Гурт грав на розігріві у You Me at Six під час туру по США у вересні та жовтні.
18 січня 2014 року гурт виклав деякі пісні, як-от «I Was Worth Using» на SoundCloud. 2014 року гурт виступав на Vans Warped Tour, після чого вдруге розпався. У січні 2016 року Хачикян відновив зв'язок з іншими учасниками гурту. Гурт почав обговорювати можливість 10-річного туру для The Same Old Blood Rush with a New Touch. У березні гурт оголосив про ювілейний тур на офіційній сторінці в Instagram. 23 листопада 2016 було оголошено про виступ гурту на фестивалі Slam Dunk у Великій Британії, де вони продовжать свій 10-річний ювілейний тур.

## Учасники гурту
Поточний склад
- Шаант Хачикян — ведучий вокал (2005–дотепер)
- Джефф Чум — гітара, бек-вокал (2005–09, 2012–дотепер)
- Том Фальконе — барабани (2005–08, 2012–дотепер)
- Сет Ван Дусен — бас (2014—дотепер)
- Ділан Селік — гітара (2010—дотепер)

Колишні учасники
- Роб Ніс — барабани (2005)
- Донні Артур — бас (2005)
- Фред Сімато — бас (2005–06; 2007–08; 2012–13)
- Джек Мерін — бас (2006–07)
- Дейв Меліло — ритм-гітара (2007–08), bass (2008–09)
- Лаям Кайлін — барабани (2008)
- Майк Ласапонара — барабани (2008–09)
- Кларк Спарлок — соло-гітара (2008–09)
- Зак Пагано — ритм-гітара (2008–09)
- Майкл Новак — барабани (2009–10)
- Майкл Бреді — соло-гітара, бек-вокал (2009–10)
- Ділан Селік — ритм-гітара (2009–10)
- Кевін Скома — ритм-гітара (2009–10)
- Льюїс Сторі — ритм-трикутник (2006–07)
- Пет Маклін — бас (2009–10)
- Тайлер Лонг — бас (2013)
- Джозеф Вайт — бас (2013–14)

Шкала

## Дискографія

### Студійні альбоми
| The Same Old Blood Rush with a New Touch                                      | - Вийшов: 20 червня 2006 - Лейбл: Fueled by Ramen (FBR087) - Формат: CD, DL, LP | 75 | — | —  | —  | - США: 210 000 |
| Rotation                                                                      | - Вийшов: 24 червня 2008 - Лейбл: Fueled by Ramen (511251) - Формат: CD, DL, LP | 21 | 9 | 10 | 11 | - США: 230 000 |
| »—" позначає запис, який не потрапив у чарти або не виходив на цій території. |                                                                                 |    |   |    |    |                |

### Сингли
| Рік  | Назва                                          | Альбом                                                  |
| ---- | ---------------------------------------------- | ------------------------------------------------------- |
| 2006 | «There's a Class for This»                     | The Same Old Blood Rush with a New Touch                |
| 2007 | «The Curse of Curves» [I]                      | The Same Old Blood Rush with a New Touch                |
| 2007 | «Newport Living»                               | The Same Old Blood Rush with a New Touch                |
| 2008 | «Practice Makes Perfect»                       | Rotation                                                |
| 2008 | «Navigate Me»                                  | Rotation                                                |
| 2008 | «Doctor»                                       | Rotation                                                |
| 2008 | «Harbor»                                       |                                                         |
| 2011 | «He Went from a 'Fuck Up' to a 'Stand Up' Kid» |                                                         |
| 2012 | «Titanic»                                      |                                                         |
| 2013 | «A Closed Mind WITH an Open Mouth»             |                                                         |
| 2019 | «Hipbones & Microphones»                       | Сторінка Б " The Same Old Blood Rush with a New Touch " |

- I↑ Піднявся до 191 місця в UK Singles Chart.[20]

### Музичні кліпи
- «There's a Class for This» (2006, режисер Джей Мартін)
- «The Curse of Curves» (2007, режисер Лекс Халабі)
- «Newport Living» (2007, жива версія)
- «Practice Makes Perfect» (2008, реж. Волтер Робот)
- «Doctor» (2009)
- «Next to Me» (2013, ліричне відео)